# Paraedwardsia lemchei
Paraedwardsia lemchei är en havsanemonart som beskrevs av Oscar Henrik Carlgren 1956. Paraedwardsia lemchei ingår i släktet Paraedwardsia och familjen Edwardsiidae. Inga underarter finns listade i Catalogue of Life.